# Tom Zenk
Thomas Erwin Zenk, detto Tom (Robbinsdale, 30 novembre 1958 – Robbinsdale, 9 dicembre 2017), è stato un wrestler e culturista statunitense.
È noto per aver militato nelle promozioni World Wrestling Federation e World Championship Wrestling (dove era noto come "Z-Man") a cavallo tra gli anni ottanta e novanta.

## Carriera

### I primi anni (1984-1986)
Iniziò a praticare il wrestling nel 1984 presso la AWA, prima di passare al territorio Pacific Northwest di proprietà della NWA. Qui ebbe una breve serie di match con Bobby Jaggers. Su richiesta di Rick Martel si trasferì a Montréal per lavorare con l'International Wrestling Association (IWA), per formare con lui la Can-Am Connection.

### World Wrestling Federation (1986-1987)

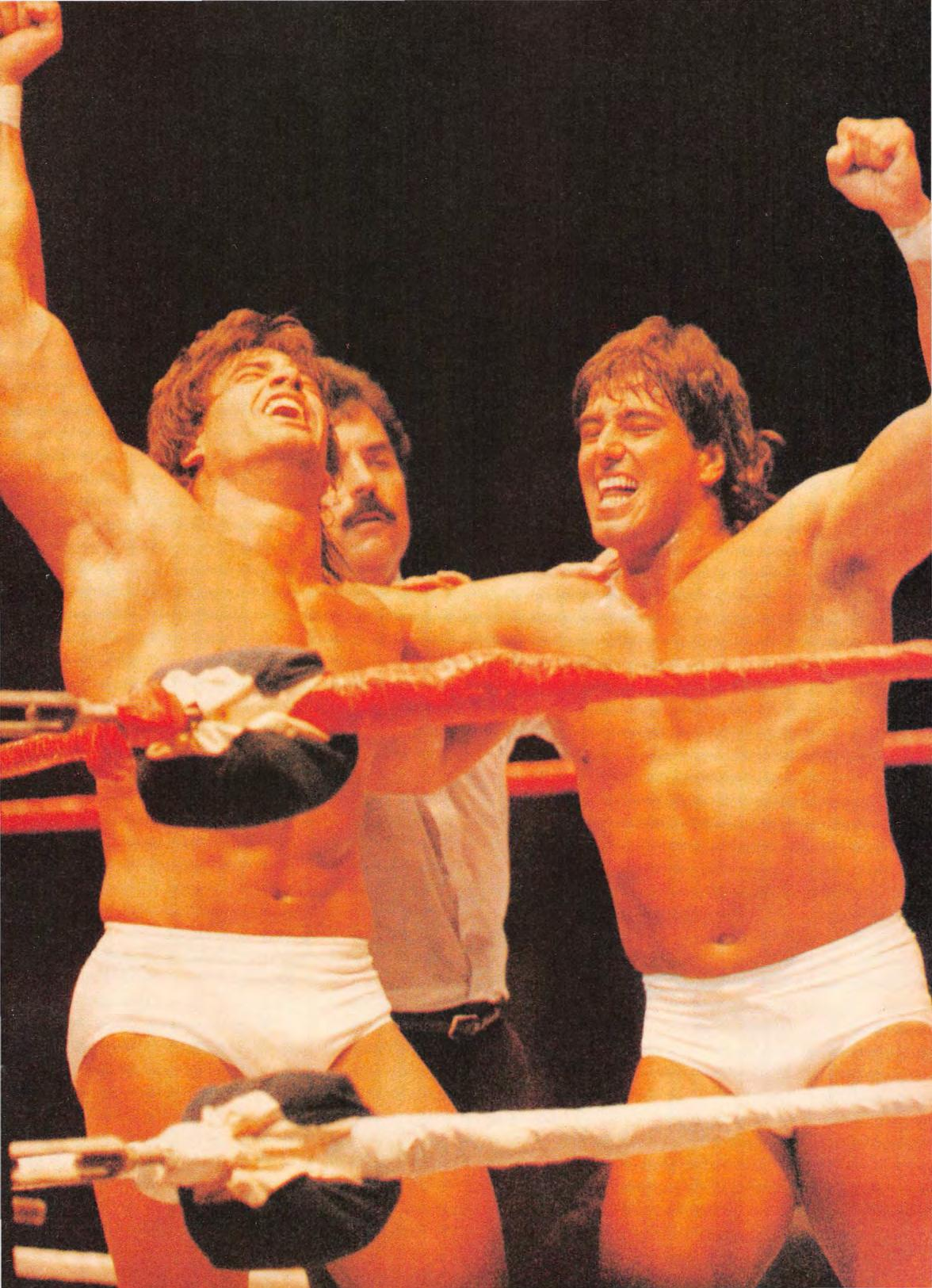
Tom Zenk e Rick Martel (1987)

Zenk e Martel, sempre come Can-Am Connection, passarono alla World Wrestling Federation nell'ultima parte del 1986. La coppia prese quindi parte alla terza edizione di WrestleMania il 29 marzo 1987, quando sconfisse  Don Muraco e Bob Orton Jr. nel match di apertura. Entrambi conobbero poi un importante push che li vide divenire i possibili successori della Hart Foundation come campioni del mondo di coppia, ma il momento d'oro ebbe fine quando Zenk lasciò improvvisamente la federazione.

### All Japan Pro Wrestling (1986-1989)
Tra il 1987 e il 1989 Zenk svolse numerose tournée in Giappone per la All Japan Pro Wrestling.

### American Wrestling Association (1989)
Riapparve quindi agli inizi del 1989 all'American Wrestling Association e fu l'ultimo eliminato (dal vincitore Larry Zbyszko) in una battle royal per il vacante titolo AWA dei pesi massimi.

### World Championship Wrestling (1989-1994)
Dopo aver ricevuto numerose opportunità per il titolo AWA, nel 1989 Zenk si trasferì alla World Championship Wrestling. Con il nuovo ring name di "The Z-Man", fece il proprio debutto il 12 settembre di quell'anno a Clash of the Champions VIII. Formò ben presto un tag team con Brian Pillman, conquistando nel frattempo i titoli di coppia degli Stati Uniti e intraprendendo una faida con i Midnight Express (Bobby Eaton e Stan Lane) ed i Fabulous Freebirds (Jimmy Garvin e Michael Hayes).
Tuttavia, in questo periodo, subì uno strappo durante una prova di culturismo e passò diversi mesi in riabilitazione. Al suo ritorno si presentò quindi con una muscolatura più snella rispetto al passato. Una volta riacquistate le forze entrò in contesa con Arn Anderson per il titolo mondiale Television, avendone infine la meglio. Quando la federazione cambiò il proprio nome in World Championship Wrestling nel 1991, Z-Man fu proclamato ufficialmente come ultimo detentore del titolo Television NWA e come primo campione Television WCW. Perse la cintura il 7 gennaio 1991 a favore del vecchio sfidante Anderson. Più tardi, assieme a Dustin Rhodes e Big Josh, intraprese una faida con la York Foundation e i The Fabulous Freebirds per i titoli di coppia a sei uomini. I tre riuscirono a conquistare le cinture nel mese di agosto avendo la meglio sui Freebirds, prima di perderle contro la York Foundation ad ottobre.

### All Japan Pro Wrestling (1994) e American Wrestling Federation (1996)
Dopo essere stato rilasciato dalla WCW nel maggio 1994, partecipò ad una tournée estiva della All Japan Pro Wrestling. Nell'agosto del 1996 firmò per l'American Wrestling Federation, dove concluse la sua carriera solamente due mesi dopo.

## Vita privata
Zenk frequentò le scuole superiori a Robbinsdale, Minnesota, insieme ad altri futuri wrestler come Nikita Koloff, Brady Boone, Curt Hennig, Rick Rude, John Nord, e Barry Darsow. Al termine della sua carriera nel wrestling, Zenk scomparve dalla scena pubblica e non si ebbero più notizie di lui. Nel 2005, fu arrestato tre volte in tre mesi per guida in stato di ebbrezza, atti vandalici, e stalking.

## Morte
Zenk è deceduto il 9 dicembre 2017 a Robbinsdale, Minnesota, all'età di 59 anni per aterosclerosi e cardiomegalia.

## Personaggio
Mosse finali
- Diving crossbody
- Missile dropkick
- Superkick

Soprannome
- "Z-Man"

## Titoli e riconoscimenti
- Jim Crockett Promotions/World Championship Wrestling
  - NWA United States Tag Team Championship (1) - con Brian Pillman[3][8]
  - NWA/WCW World Television Championship (1)[3][9]
  - WCW World Six-Man Tag Team Championship (1) - con Dustin Rhodes e Big Josh[3][10]
- Lutte Internationale
  - Canadian International Tag Team Championship (1) - con Dan Kroffat[11]
- Pacific Northwest Wrestling
  - NWA Pacific Northwest Heavyweight Championship (1)[12]
  - NWA Pacific Northwest Tag Team Championship (1) - con Scott Doring[13]
- Pro Wrestling Illustrated
  - 38º classificato nella lista dei migliori 500 wrestler dell'anno nei PWI 500 del 1992[14]
  - 343º classificato nella lista dei migliori 500 wrestler nei "PWI Years" del 2003[15]
- Wrestling Observer Newsletter
  - Rookie of the Year (1984) a pari merito con Jushin Liger